# Jim Doughan
James Francis Doughan, född 2 augusti 1959, är en amerikansk skådespelare, författare och lärare, mest känd för sina roller som Detective Doyle i The Mask (1994), Detective Allen samt Lucky katten i Stuart Little (1999), och Soccerball Coach i Stuart Little 2 (2002).